# Honagallu, Sagar
Honagallu là một làng thuộc tehsil Sagar, huyện Shimoga, bang Karnataka, Ấn Độ.